# 新井支线
新井支线是石太铁路位于井陉县境内的一条铁路支线，设有新井和井陉两站，全长11.723公里。主要担负井陉和井陉矿区煤炭、焦炭、石料等到达和外运任务。